# Promandibulie habsbourgeoise
La promandibulie habsbourgeoise, aussi appelée mâchoire de Habsbourg ou prognathisme habsbourgeois (ou autrichien), est une malformation héréditaire retrouvée dans la famille de Habsbourg et qui se traduisait par une importante promandibulie inférieure (menton « en galoche »), rendant très difficile la parole et la mastication des aliments.
Cette malformation était due à des mariages consanguins (particulièrement prononcés dans le cas de Charles II d'Espagne, qui souffrait de nombreux autres handicaps).

## Galerie

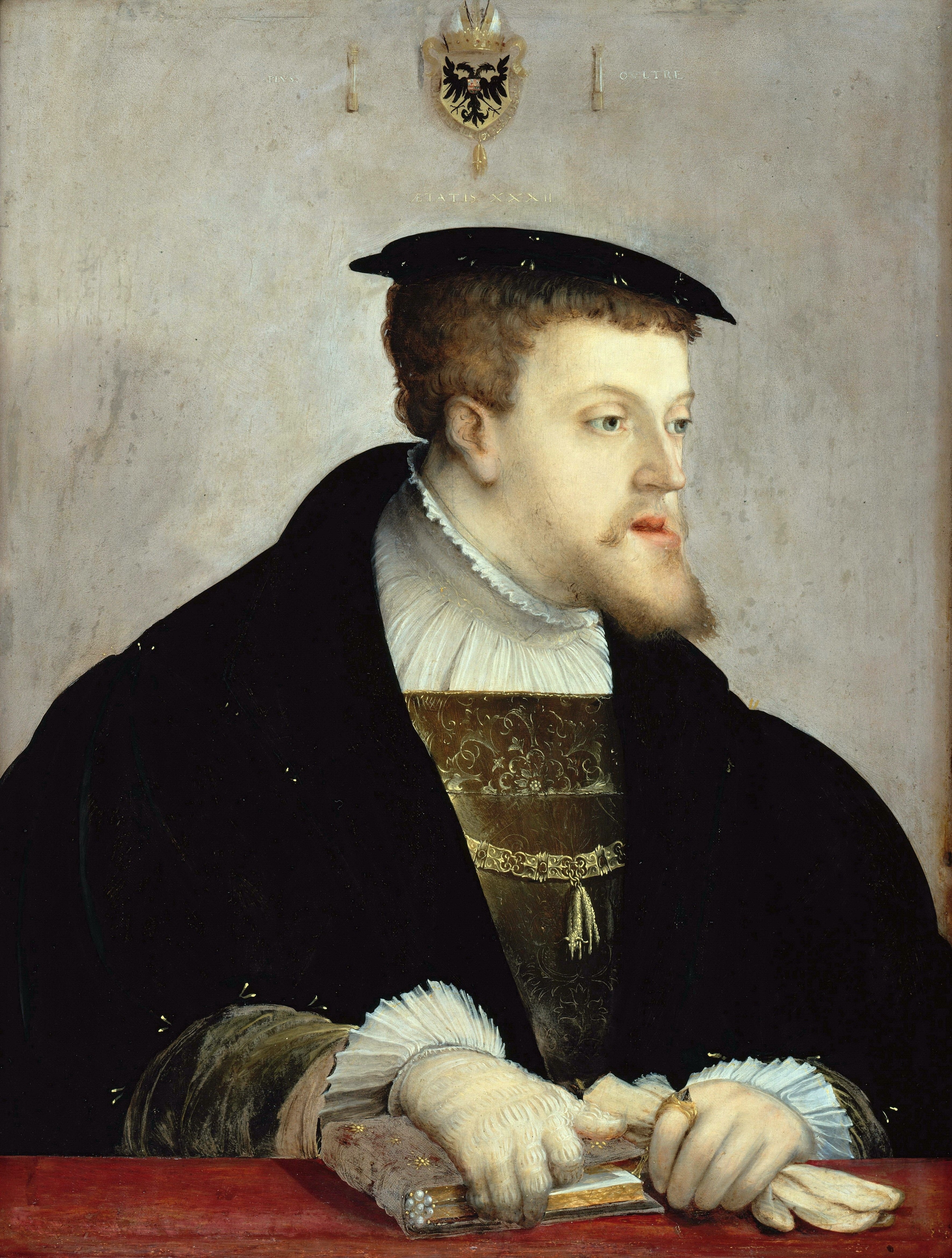
Charles Quint
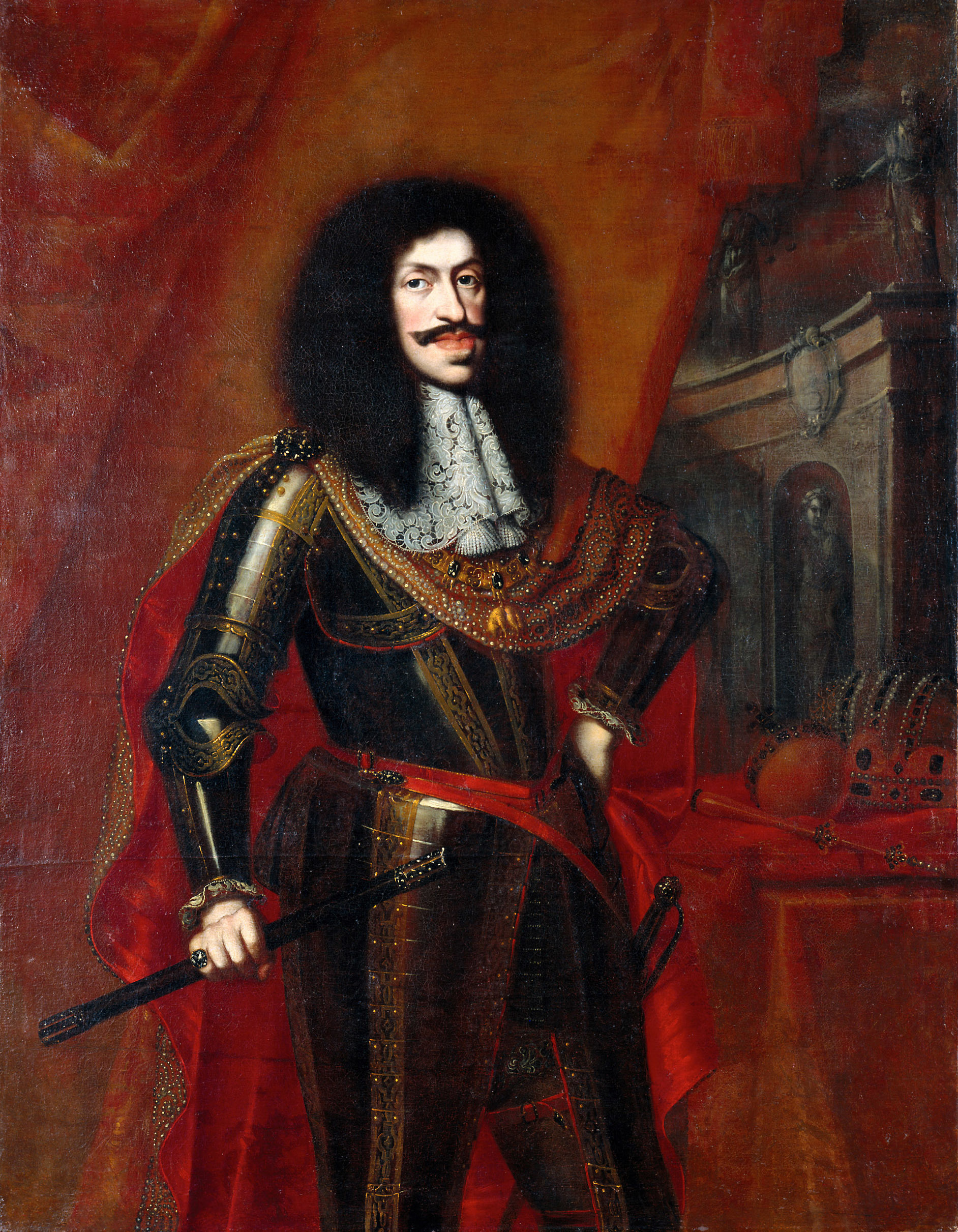
Léopold Ier
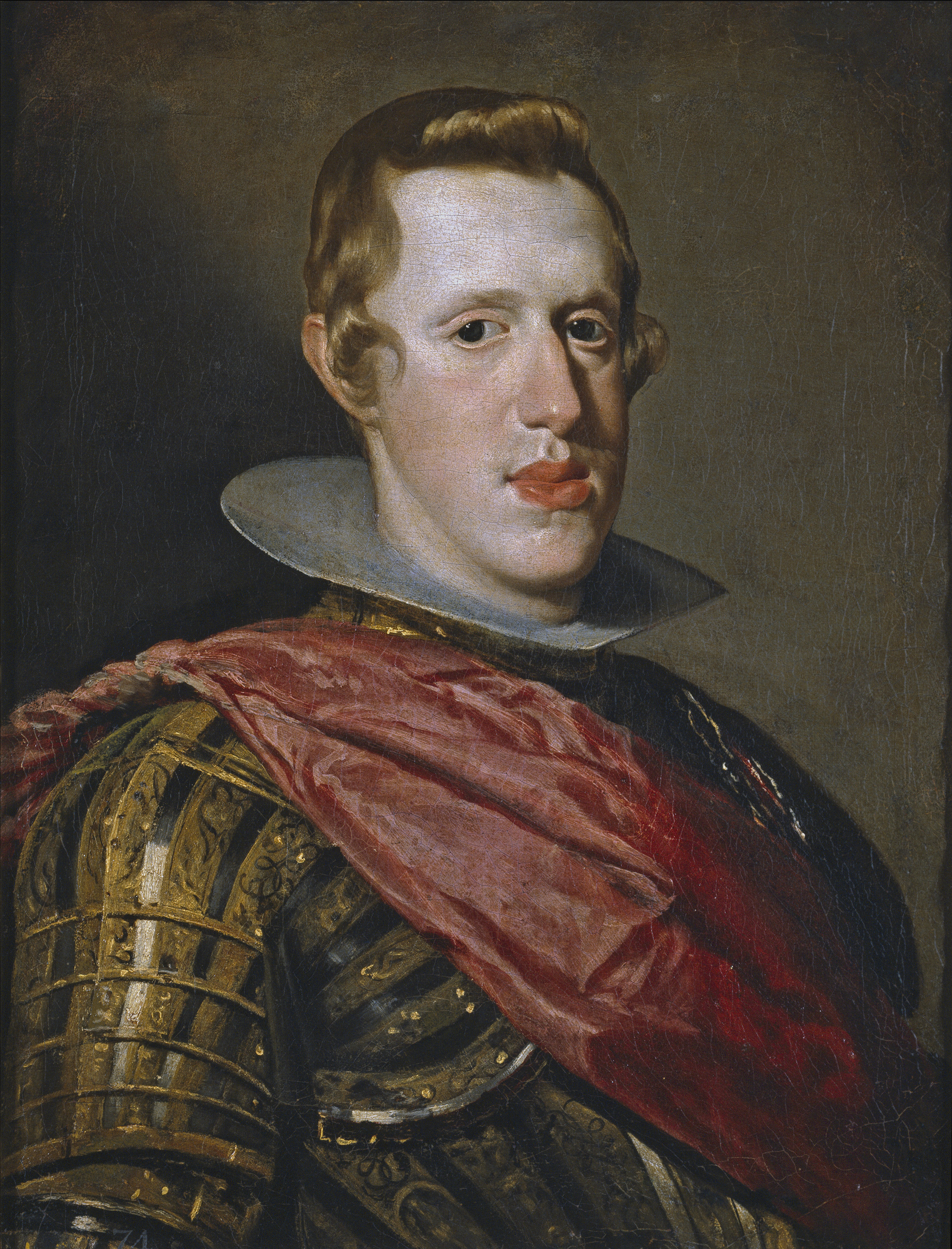
Philippe IV d'Espagne
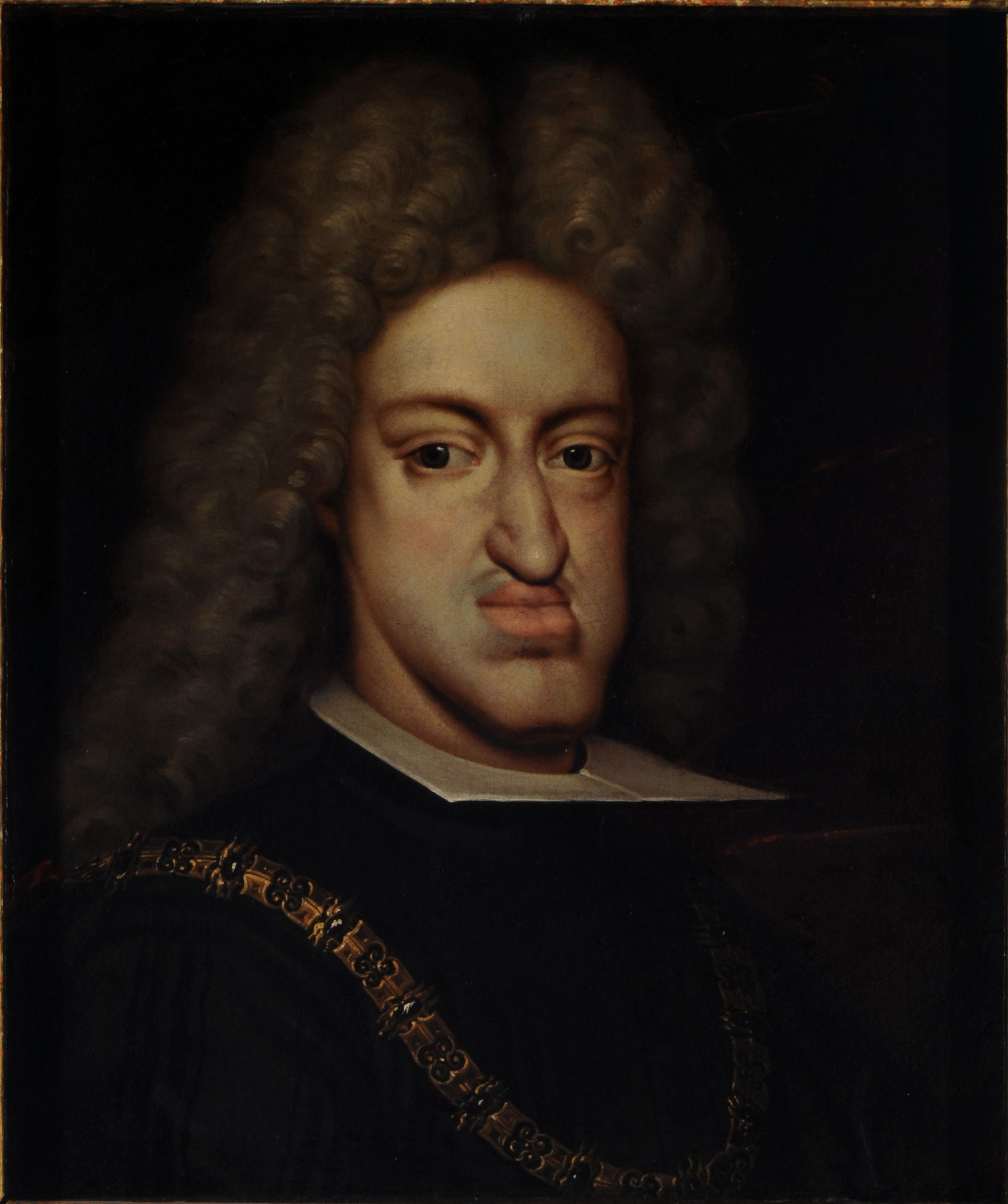
Charles II d'Espagne
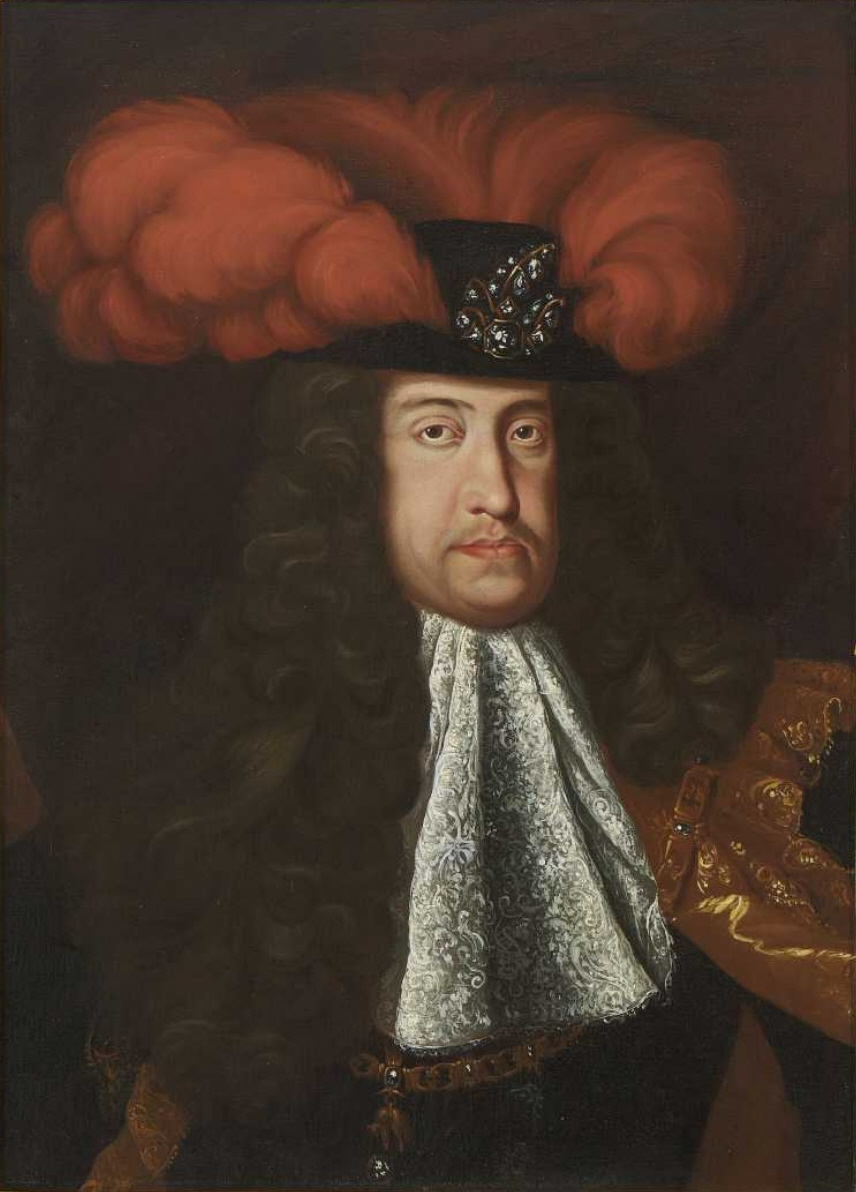
Charles VI
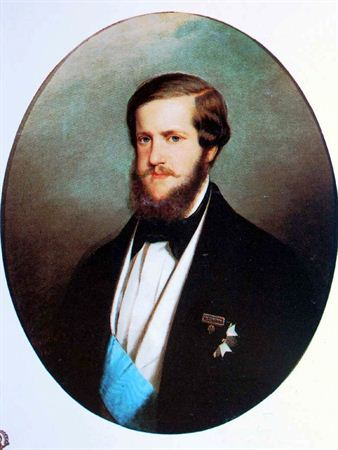
Pierre II du Brésil